# Biba (Yaba)
Pour les articles homonymes, voir Biba.
Biba est un village de la commune rurale et le département de Yaba, situé dans la province du Nayala et la région de la Boucle du Mouhoun au Burkina Faso.

## Géographie
Le village est traversé par la route nationale 21.

## Santé et éducation
Biba accueille un centre de santé et de promotion sociale (CSPS) tandis que le centre médical avec antenne chirurgicale (CMA) se trouve à Toma.